# Прогресс М-21М
Прогресс М-21М — транспортный грузовой космический корабль (ТГК) серии «Прогресс». Запущен к Международной космической станции 26 ноября 2013 года. 53-й российский корабль снабжения МКС. Серийный номер 421.

## Цель полёта
1. Доставка грузов на МКС.
2. Повторное тестирование новых компонент системы сближения и стыковки «Курс-НА»[2][3].

## Хроника полёта
- Пуск ракеты-носителя «Союз-У» с ТГК «Прогресс М-21М» был запланирован и состоялся в 00 часов 53 минуты мск. 26 ноября 2013 года[3][4].
- В 1 час 2 минуты мск ТГК «Прогресс М-21М» отделился от третьей ступени носителя и вышел на целевую орбиту[5].
- Стыковка грузовика с Международной космической станцией состоялась 30 ноября 2013 года. При этом были выполнены испытания новой системы «Курс-НА». Сближение началось в автоматическом режиме, однако за 60 м до станции движение было прекращено. Процедура была завершена космонавтом Олегом Котовым[6].
- 13 марта 2014 года проведена коррекция орбиты Международной космической станции. Двигатели грузового корабля «Прогресс М-21М» были включены в 08 часов 07 минут по московскому времени и отработали 462 секунды. В результате МКС получила приращение скорости 1,1 м/с. Средняя высота её орбиты увеличилась на 2 км и составила 414,1 км[7].
- 4 апреля 2014 года проведена внеплановая коррекция орбиты Международной космической станции. В 00 часов 42 минуты по московскому времени были включены двигатели транспортного грузового корабля «Прогресс М-21М». Двигатели корабля отработали 220 секунд. В результате этого манёвра средняя высота орбиты МКС увеличилась на 0,9 км и составила 415,2 км[7][8][9].
- 23 апреля 2014 года в 12 часов 58 минут по московскому времени транспортный грузовой корабль «Прогресс М-21М» отстыковался от модуля «Звезда» Международной космической станции. Корабль будет находиться в автономном полёте до 25 апреля 2014 года, после чего снова состыкуется с МКС. Цель данной операции является отработка системы сближения «Курс-НА»[7].
- 25 апреля 2014 года в 16 часов 13 минут по московскому времени осуществлена успешная стыковка ТГК «Прогресс М-21М» с Международной космической станцией. Сближение и стыковка со станцией выполнялись в автоматическом режиме[7][10].
- 29 апреля 2014 года проведена коррекция орбиты Международной космической станции. Двигатели грузового корабля были включены в 11 часов 45 минут по московскому времени и отработали 557 секунд. В результате МКС получила приращение скорости 1,22 м/с. Средняя высота орбиты станции увеличилась на 2,1 км и составила 417,2 км[7].
- 9 июня 2014 года корабль был отстыкован от МКС, и через четыре часа сведен с орбиты[7].

## Перечень грузов
Корабль доставит на МКС около двух с половиной тонн грузов различного назначения: топливо для поддержания орбиты МКС, оборудования для её дооснащения, укладки с научным оборудованием для проведения экспериментов, продукты питания, воду, воздух и посылки для космонавтов. Суммарная масса всех доставляемых грузов — 2398 килограммов.